# Mette Gravholt
Mette Bjorholm Gravholt (* 12. Dezember 1984 in Egtved) ist eine ehemalige dänische Handballspielerin, die dem Kader der dänischen Nationalmannschaft angehörte.

## Karriere

### Im Verein
Gravholt begann im Alter von fünf Jahren das Handballspielen beim dänischen Verein Egtved IF. Einen weiteren Teil ihrer handballerischen Ausbildung erhielt sie in Ikast. In der Saison 2005/06 wurde sie beim dänischen Erstligisten KIF Vejen insgesamt dreimal eingesetzt.
Später setzte sie ihre Karriere beim dänischen Zweitligisten Roskilde Håndbold fort. Nachdem die Kreisläuferin in der Saison 2007/08 mit 218 Treffern Torschützenkönigin wurde, verpflichtete sie der Erstligist Slagelse FH. In Slagelse nahm Gravholt erstmals an einem europäischen Wettbewerb teil. Als der Verein aufgrund von finanziellen Schwierigkeiten den vertraglich zugesicherten Lohn nicht mehr zahlen konnte, kehrte sie im Dezember 2008 nach Roskilde zurück.
Nachdem Gravholt in der Saison 2009/10 216 Treffer für Roskilde erzielt hatte, nahm sie der Erstligist Team Tvis Holstebro unter Vertrag. 2011 stand sie mit Holstebro im Finale des EHF-Pokals, das gegen den Ligarivalen FC Midtjylland Håndbold verloren wurde. 2013 stand Gravholt erneut im EHF-Pokalfinale und setzte sich diesmal erfolgreich gegen die französische Mannschaft Metz Handball durch. In der Saison 2013/14 wurde sie in das Allstar-Team der dänischen Liga gewählt. Ab dem Sommer 2014 lief sie für Viborg HK auf. In der Saison 2015/16 stand sie bei Nykøbing Falster Håndboldklub unter Vertrag. Mit Nykøbing Falster gewann sie 2017 die dänische Meisterschaft, der erste für NFH. Für die Saison 2017/18 besaß sie einen Vertrag beim rumänischen Verein Dinamo Bukarest. Nachdem der Verein den Aufstieg in die höchste rumänische Spielklasse verpasst hatte, erklärte Gravholt im Juni 2017 ihr Karriereende. Im November 2017 entschloss sie sich, ihre Karriere beim deutschen Bundesligisten Neckarsulmer Sport-Union fortzusetzen. Im Februar 2018 verließ Gravhold die Neckarsulmer Sport-Union aus familiären Gründen und schloss sich dem dänischen Verein Team Esbjerg an. Im Sommer 2018 beendete sie ihre Karriere. Nachdem Gravholt sich kurz darauf für ein Comeback beim Zweitligisten Fredericia Håndbold entschied, verließ sie diesen Verein im Oktober 2018 nach nur einem Spiel.

### In der Nationalmannschaft
Gravholts erstes Großturnier mit der dänischen Nationalmannschaft war die Europameisterschaft 2012. Im Turnierverlauf erzielte die Dänin zwölf Treffer in sieben Spielen. Ein Jahr später nahm sie an der Weltmeisterschaft 2013 in Serbien teil. Bei der WM erzielte sie 23 Treffer in neun Partien und gewann die Bronzemedaille.

## Privates
Gravholt war mit der dänischen Handballspielerin Kristina Kristiansen liiert.